# Avanti (motor)
De Avanti was een Nederlands type motorfiets, een gangmaakmotor, met een zeer licht frame waarin een Kreidler 50 cc blok was gemonteerd.
Deze motorfietsen werden aanvankelijk verkocht onder de naam "Javanti", afgeleid van de naam van de constructeur, Jan van Tilburg (zie ook Tilex). Hij begon de Javanti's te bouwen in 1973 en gebruikte daarvoor door Van Veen doorontwikkelde Kreidler-tweetaktmotoren. 